# Zero Bala
Zero Bala foi um programa de televisão brasileiro do tipo game-show, exibido pela Rede Bandeirantes, onde os participantes vencedores trocavam seu automóvel antigo por um carro zero quilômetro. Estreou em 15 de novembro de 2009.

## História
O programa, que contou com patrocínio da Volkswagen e é a versão local de uma atração da empresa holandesa Endemol, ia ao ar todos os domingos e tinha a apresentação de Daniela Cicarelli e Otávio Mesquita.

### Formato
O programa era destinado a famílias ou grupos de amigos que tinham um automóvel antigo, e que desejassem trocar por um novo. As famílias, que faziam fila para entrar no game, tinham de responder se uma afirmação, dada pelo apresentador, era verdadeira ou falsa. Quem acertasse, acessava o palco do programa com seu carro, com o auxílio de ajudantes para o empurrar. Então, a família participante tinha de responder a perguntas com oito alternativas, sendo quatro corretas e quatro erradas. Para dizer que a equipe acertou ou errou, era mostrado no programa um "semáforo" luminoso, com luzes piscantes. O semáforo parava no verde quando a resposta era certa. Para resposta errada, parava no vermelho, e a equipe era eliminada da competição.
A última exibição do programa foi em 7 de fevereiro de 2010, um fim de semana antes do Carnaval daquele ano.